# Naturwaldreservat Stückstein
Naturwaldreservat Stückstein este o arie protejată (arie specială de conservare — SAC, sit de importanță comunitară — SCI) din Germania întinsă pe o suprafață de 85,19 ha, integral pe uscat.

## Localizare
Centrul sitului Naturwaldreservat Stückstein este situat la coordonatele 49°32′29″N 12°31′29″E / 49.5414°N 12.5247°E.

## Înființare
Situl Naturwaldreservat Stückstein a fost declarat sit de importanță comunitară în martie 2001 pentru a proteja un număr necunoscut de specii din flora spontană și fauna sălbatică aflate în arealul zonei. Situl a fost protejat și ca arie specială de conservare în aprilie 2016.

## Biodiversitate
Situată în ecoregiunea continentală, aria protejată conține 2 habitate naturale: Pante stâncoase silicioase cu vegetație casmofită, Păduri de fag Luzulo-Fagetum.
La baza desemnării sitului se află un număr nedeclarat de specii protejate.